# Перший день (фільм, 2014)
Перший день (англ. First day) — український короткометражний фільм, присвячений «усім борцям за волю України». Стрічка відзнята у Львові.
Прем'єра відбулась у Львові 8 лютого 2015 року.

## Сюжет
Події фільму відбуваються у Львові, де проходять буремні події — створення ЗУНР, а потім виступ поляків проти неї. У вирі цих подій опинився молодий хлопець Юр, який у зовсім юному віці постав перед складним вибором: по яку сторону барикад є він.

## Актори
- Михайло Понзель — Юр
- Олександр Міщук — Гжесь
- Тетяна Каспрук — мама Юра
- Олег Цьона — ведучий